# Qatar Stars League 2021-22
La Qatar Stars League 2021-22 fue la edición número 49 de la Qatar Stars League, el campeonato de la máxima categoría del fútbol de Catar. La temporada comenzó el 11 de septiembre de 2021 y terminó el 11 de marzo de 2022.
El Al-Sadd SC partió como campeón defensor, luego de obtener su decimoquinto título.

## Equipos participantes
El club Al-Shamal SC fue promovido de la Segunda División de Catar 2020-21. Sustituyó al club Al-Kharitiyath SC.

### Ciudades y estadios
| Pos.   | Equipo        | Ciudad             | Estadio                      | Capacidad |
| ------ | ------------- | ------------------ | ---------------------------- | --------- |
| 1      | Al-Sadd SC    | Doha               | Estadio Jassim bin Hamad     | 12 946    |
| 2      | Al-Duhail SC  | Doha               | Estadio Abdullah bin Khalifa | 9 000     |
| 3      | Al-Rayyan SC  | Rayán              | Estadio Ahmed bin Ali        | 21 282    |
| 4      | Al-Gharafa SC | Doha               | Estadio Thani bin Jassim     | 21 175    |
| 5      | Al-Ahli SC    | Doha               | Estadio Al-Ahli              | 12 000    |
| 6      | Qatar SC      | Doha               | Estadio Suheim bin Hamad     | 15 000    |
| 7      | Al-Arabi SC   | Doha               | Estadio Grand Hamad          | 13 000    |
| 8      | Al-Wakrah SC  | Al Wakrah          | Estadio Al Janoub            | 40 000    |
| 9      | Al-Sailiya SC | Doha               | Estadio Al-Ahli              | 12 000    |
| 10     | Umm Salal SC  | Doha               | Estadio Suheim bin Hamad     | 15 000    |
| 11     | Al-Khor SC    | Jor                | Estadio Al-Khor              | 12 000    |
| 1 (SD) | Al-Shamal SC  | Madinat ash Shamal | Estadio Al-Shamal            | 5 000     |

## Desarrollo

### Tabla de posiciones
| Pos. | Equipo      | Pts. | PJ | G  | E  | P  | GF | GC | Dif. | Clasificación o descenso                       |
| ---- | ----------- | ---- | -- | -- | -- | -- | -- | -- | ---- | ---------------------------------------------- |
| 1    | Al-Sadd (C) | 62   | 22 | 20 | 2  | 0  | 80 | 24 | +56  | Fase de grupos de la Liga de Campeones 2023-24 |
| 2    | Al-Duhail   | 47   | 22 | 14 | 5  | 3  | 59 | 24 | +35  | Fase de grupos de la Liga de Campeones 2023-24 |
| 3    | Al-Wakrah   | 37   | 22 | 11 | 4  | 7  | 34 | 30 | +4   | Play-offs de la Liga de Campeones 2023-24      |
| 4    | Al-Arabi    | 36   | 22 | 11 | 3  | 8  | 34 | 31 | +3   |                                                |
| 5    | Al-Gharafa  | 30   | 22 | 9  | 3  | 10 | 39 | 40 | −1   |                                                |
| 6    | Umm Salal   | 25   | 22 | 6  | 7  | 9  | 32 | 36 | −4   |                                                |
| 7    | Al-Ahli     | 25   | 22 | 5  | 10 | 7  | 24 | 39 | −15  |                                                |
| 8    | Al-Rayyan   | 24   | 22 | 6  | 6  | 10 | 31 | 40 | −9   |                                                |
| 9    | Qatar S. C. | 23   | 22 | 6  | 5  | 11 | 21 | 31 | −10  |                                                |
| 10   | Al-Shamal   | 22   | 22 | 6  | 4  | 12 | 33 | 47 | −14  |                                                |
| 11   | Al-Sailiya  | 16   | 22 | 3  | 7  | 12 | 17 | 36 | −19  | Play-off de descenso                           |
| 12   | Al-Khor (D) | 16   | 22 | 2  | 10 | 10 | 21 | 46 | −25  | Segunda División 2022-23                       |

 Fuente: QSL, Soccerway
Criterios de clasificación: 1) Puntos; 2) Gol diferencia; 3) Goles anotados; 4) Sorteo.
Notas:
1. ↑  Ganador de la Copa del Emir 2022.

### Resultados
| Local \ Visitante | AHL | ARA | DUH | GHA | WAK | SHA | KHO | RAY | SAD | SAI | QAT | UMM |
| ----------------- | --- | --- | --- | --- | --- | --- | --- | --- | --- | --- | --- | --- |
| Al-Ahli           |     | 1–1 | 0–6 | 0–1 | 1–3 | 0–0 | 6–3 | 0–1 | 2–8 | 1–0 | 1–0 | 2–1 |
| Al-Arabi          | 2–3 |     | 1–2 | 3–2 | 1–2 | 4–2 | 1–1 | 2–1 | 0–4 | 1–0 | 1–2 | 0–2 |
| Al-Duhail         | 0–0 | 2–0 |     | 3–1 | 0–4 | 4–1 | 1–1 | 3–0 | 3–3 | 5–0 | 2–1 | 6–1 |
| Al-Gharafa        | 0–0 | 0–0 | 2–4 |     | 0–1 | 2–0 | 5–0 | 3–2 | 1–5 | 3–0 | 0–2 | 1–0 |
| Al-Wakrah         | 0–0 | 0–1 | 4–1 | 3–2 |     | 1–1 | 4–1 | 1–1 | 0–6 | 2–1 | 0–1 | 1–4 |
| Al-Shamal         | 3–0 | 1–3 | 0–1 | 2–3 | 3–0 |     | 4–0 | 1–2 | 1–5 | 2–3 | 2–1 | 0–6 |
| Al-Khor           | 2–2 | 0–2 | 1–4 | 1–1 | 1–2 | 0–1 |     | 0–0 | 2–4 | 1–1 | 2–1 | 1–1 |
| Al-Rayyan         | 1–1 | 2–4 | 0–4 | 0–2 | 3–0 | 3–2 | 2–2 |     | 2–4 | 4–2 | 2–1 | 2–3 |
| Al-Sadd           | 4–1 | 4–2 | 1–1 | 6–4 | 2–1 | 7–2 | 3–0 | 1–0 |     | 2–0 | 1–0 | 2–0 |
| Al-Sailiya        | 2–2 | 0–1 | 1–1 | 3–2 | 0–1 | 0–2 | 0–0 | 1–1 | 0–2 |     | 1–1 | 0–0 |
| Qatar S. C.       | 0–0 | 0–2 | 0–5 | 2–3 | 0–0 | 1–1 | 0–1 | 1–0 | 1–3 | 2–1 |     | 2–2 |
| Umm Salal         | 1–1 | 0–2 | 2–1 | 3–1 | 0–4 | 1–1 | 1–1 | 2–2 | 1–3 | 0–1 | 1–2 |     |

## Play-off de descenso
El penúltimo lugar de este torneo, Al-Sailiya, jugó contra el subcampeón de la Segunda División 2021-22, Al-Kharitiyath. El partido se disputó el 19 de marzo de 2022.
| Equipo 1   | Resultado | Equipo 2       |
| ---------- | --------- | -------------- |
| Al-Sailiya | 3–2       | Al-Kharitiyath |

## Goleadores
| Pos. | Jugador             | Equipo        | Goles |
| ---- | ------------------- | ------------- | ----- |
| 1    | Michael Olunga      | Al-Duhail SC  | 24    |
| 2    | André Ayew          | Al-Sadd SC    | 15    |
| 3    | Akram Afif          | Al-Sadd SC    | 14    |
| 4    | Baghdad Bounedjah   | Al-Sadd SC    | 13    |
| 5    | Ayman Hussein       | Umm Salal SC  | 11    |
| 5    | Jacinto Muondo Dala | Al-Wakrah SC  | 11    |
| 5    | Cheick Diabaté      | Al-Gharafa SC | 11    |